# Il carnevale di Venezia (film 1939)
Il carnevale di Venezia è un film del 1939, diretto da Giuseppe Adami e Giacomo Gentilomo.

## Trama
Venezia, 1939. Tonina, una fanciulla che lavora alla manifattura dei tabacchi e studia canto al conservatorio, s'innamora del conte Sagredo. La mamma, ex grande cantante lirica, e il babbo, compositore di musica e direttore d'orchestra, vorrebbero farne un'artista di canto. Il giovane signore, che sa questo, propone di far cantare la ragazza durante il Carnevale di Venezia alla radio. Al momento della trasmissione, però, la fanciulla è presa da panico, sarà la madre a sostituirsi a lei per evitarle una cattiva figura e ottenere un grandissimo successo che va ovviamente alla figlia, con i complimenti e una richiesta di matrimonio da parte del giovane innamorato.

## Stampa
- "Dove sono i fatti di questo film? Direi piuttosto che è pieno di pause e di parentesi. Un po' di folclore: la regata e la parata notturna sul Canal Grande per la festa del Redentore, le ciàcole delle calli e dei campielli [..] Un po' di farsa pagliaccesca, un po' di coreografia: il balletto dal quale nasce e si sviluppa la retorica convenzionale: il carnevale di Venezia. Troppo ordinato e troppo confuso per sembrare naturale, cioè vero.[..] C'è Venezia ottimamente fotografata da Renato Del Frate, ma è la solita Venezia; al pari di Napoli è una città sfruttatissima sullo schermo, tuttavia ancora "cinematograficamente" da scoprire." (Francesco Callari, "Film", 16 marzo 1940).